# 古宮村 (徳島県)
古宮村（ふるみやそん）は、徳島県美馬郡にあった村。現在の美馬市穴吹町古宮にあたる。本項では発足時の名称である半平山村（はんだいらやまそん）についても述べる。

## 地理
- 山岳：半平山、正善山、綱付山
- 河川：穴吹川

## 歴史
- 1889年（明治22年）10月1日 - 町村制の施行により、近世以来の半平山村の大部分が単独で自治体を形成。
- 1927年（昭和2年）6月1日 - 半平山村が改称して古宮村となる。
- 1955年（昭和30年）3月31日 - 穴吹町・口山村・三島村と合併し、改めて穴吹町が発足。同日古宮村廃止。